# Mlýneček
Mlýneček je přírodní památka ve Všerubské vrchovině. Nachází se na vrcholu kóty Na Skalce s nadmořskou výškou 515 metrů asi 1,2 kilometru jihozápadně od vsi Mlýneček u Mrákova na Domažlicku v Plzeňském kraji. Předmětem ochrany je syenitový skalní výchoz.

## Historie
Chráněné území poprvé vyhlásil domažlický okresní národní výbor v kategorii chráněný přírodní výtvor dne 22. října 1990. Jako přírodní památku území vyhlásil krajský úřad Plzeňského kraje 29. února 2012. Přírodní památka je v Ústředním seznamu ochrany přírody evidována pod číslem 1320.

## Přírodní poměry
Chráněné území měří 0,6487 hektarů a nachází se v nadmořské výšce 506–515 metrů v katastrálním území Klíčov u Mrákova. Celou plochu přírodní památky tvoří lesní pozemky. Ochranné pásmo s výměrou 2,0493 hektarů zasahuje do katastrálních území Klíčov u Mrákova, Maxov a Myslív u Všerub. Také v něm převažují lesní pozemky, ale přibližně 0,4 hektaru připadá na ornou půdu a asi 0,1 hektaru tvoří neplodná půda. Mlýneček je součástí přírodního parku Český les.

### Abiotické podmínky
Geologické podloží tvoří drobnozrnný amfibolit. Předmětem ochrany jsou žíly a pně egirin-riebeckitového syenitu se světle šedou barvou a deskovitou odlučností, které amfibolitem pronikly při sopečné činnosti v průběhu kambria. Zdejší výchoz je pravděpodobně jedinou známou lokalitou této horniny v Česku.
V geomorfologickém členění Česka leží lokalita ve Všerubské vrchovině, konkrétně v podcelku Českokubická vrchovina a v okrsku Babylonská vrchovina. Podle půdní mapy území celé přírodní památky pokrývá kambizem eutrofní. Ve skutečnosti je půdní pokryv pestřejší. Na samotných výchozech horniny se vyskytuje ranker typický. V zamokřených částech se vyvinul pseudoglej typický nebo kyselá kambizem pseudoglejová. Pod smrčinou vznikla kambizem typická.
Území odvodňují drobné přítoky Myslivského a Rybničního potoka. Oba odtékají do Německa, kde se vlévají do řeky Kouby a patří tedy k povodí Dunaje. V rámci Quittovy klasifikace podnebí se přírodní památka nachází v mírně teplé oblasti MT4, pro kterou jsou typické průměrné teploty −2 až −3 °C v lednu a 16–17 °C v červenci. Roční úhrn srážek dosahuje 500–750 milimetrů.

### Flóra a fauna
Rostliny ani živočichové nejsou z hlediska ochrany přírodní památky podstatní. Do chráněného území zasahuje smrková monokultura, na jejíž okrajích rostou náletové dřeviny jako bříza bělokorá (Betula pendula), jeřáb ptačí (Sorbus aucuparia) a vrba jíva (Salix caprea). Z ptáků byly pozorovány běžné druhy jako sýkora uhelníček (Parus ater), králíček obecný (Regulus regulus) a drozd brávník (Turdus viscivorus).